# 37250 Juliemitchell
37250 Juliemitchell este o planetă minoră (asteroid), cu un diametru de 9,094 km, din centura de asteroizi. A fost descoperită pe 30 noiembrie 2000 la Stația Anderson Mesa de Lowell Observatory Near-Earth-Object Search. 
Obiectul prezintă o orbită caracterizată de o semiaxă mare de 3,1653401 UAi, o excentricitate de 0,16, o înclinație de 9,1944 ° în raport cu ecliptica.